# Circuito de tráfego
Um circuito de tráfego é uma trajetória padrão seguida por aeronaves na decolagem ou pouso enquanto mantém contato com o aeródromo.
Em um aeroporto, o circuito de tráfego é uma trajetória padrão para coordenar o tráfego aéreo. Este se difere de "aproximações diretas" e "subidas diretas" na qual a aeronave se mantém próxima do aeroporto. Os circuitos são comumente utilizados em pequenos aeródromos utilizados pela aviação geral e em bases aéreas. Muitos aeroportos grandes evitam sua utilização a menos que exista atividade da aviação geral além de voos comerciais. Entretanto, algum tipo de circuito pode ser utilizado em alguns casos, como por exemplo, quando a aeronave tem que arremeter, mas este tipo de circuito em aeroportos controlados pode ser diferente em forma e propósito ao circuito de tráfego utilizado em aeroportos menores.
O uso de um circuito em um aeródromo é utilizado basicamente para manter a segurança aérea. Ao usar um circuito padrão, os pilotos sabem onde esperar outros tráfegos e serem capazes de visualizá-los e evitá-los .Pilotos voando sob VFR podem não ser separados pelo controle de tráfego aéreo, sendo então o circuito vital para manter o tráfego em ordem. Em aeroportos controlados por uma torre, o controle de tráfego aéreo pode fornecer informação para voos VFR se sua carga de trabalho permitir.

## Direção do vento
Os pilotos preferem decolar e pousar contra o vento. Isto gera o efeito de reduzir a velocidade da aeronave sobre o solo e então reduzir o comprimento de pista requerido para executar tal manobra.
A exceção à esta regra é em aeroportos que possuam uma pista com declive excessivo. Nestes casos, as decolagens normalmente são feitas no sentido da descida e o pouso no sentido da subida, independente da direção do vento. O declive auxilia na aceleração e desaceleração.
Muitos aeródromos possuem mais de uma pista, possibilitando à aeronave pousar ou decolar de acordo com a direção do vento. A orientação da pista é determinada por dados históricos de ventos predominantes da área. Isto é especialmente importante para aeroportos com uma única pista, que não possui uma segunda pista em direção alternativa. Um cenário comum é possuir duas pistas a 90 graus ou próximo disto uma em relação a outra, de forma que a aeronave possa sempre encontrar uma pista adequada para pouso e decolagem. Quase todas as pistas são reversíveis e as aeronaves utilizam-a de acordo com a direção do vento. Em condições de vento calmo e variável, a direção de uso da pista pode mudar várias vezes durante o dia.

## Layout

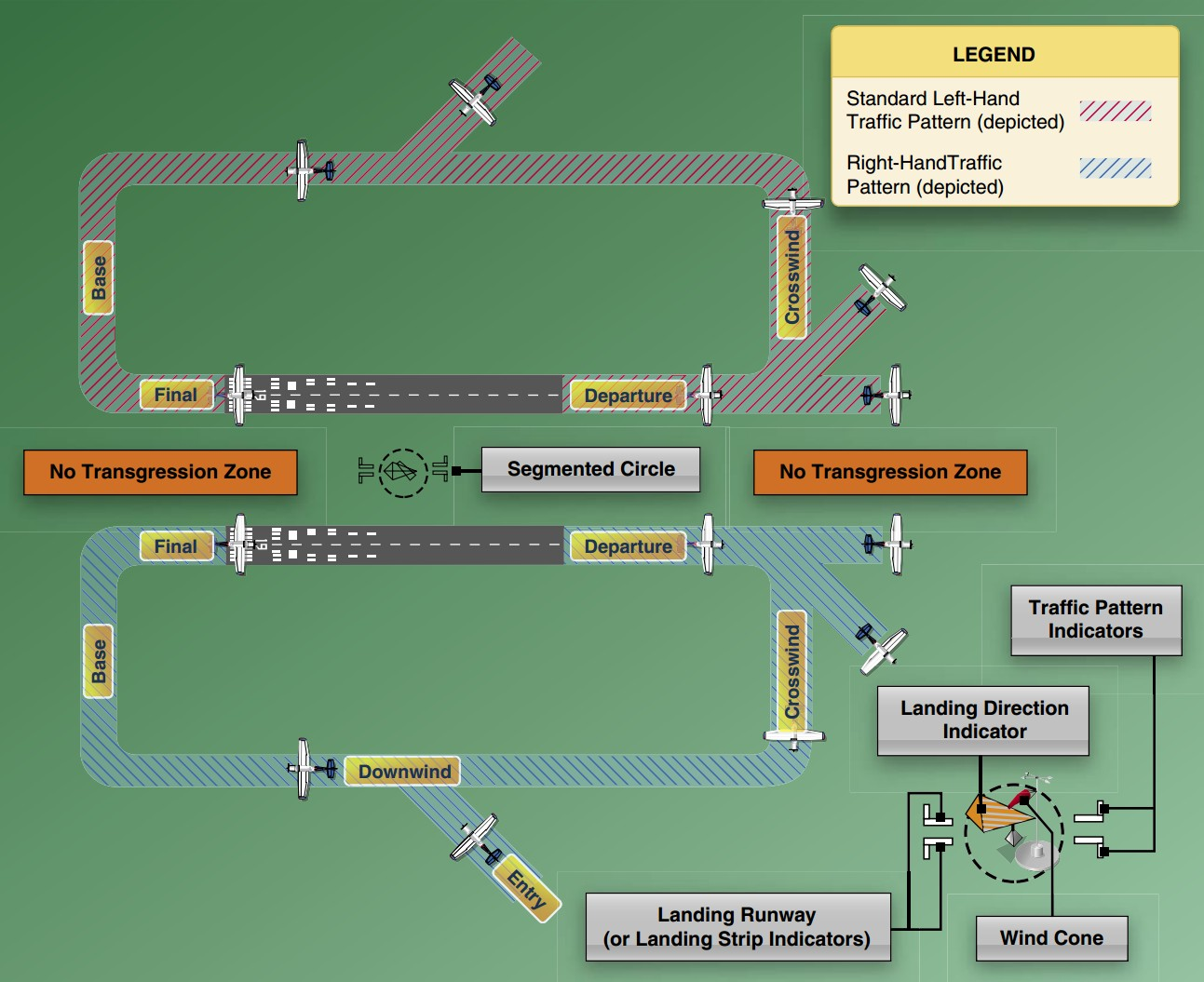
Circuitos de tráfego para a esquerda e direita constante no Pilot's Handbook of Aeronautical Knowledge emitido pela Federal Aviation Administration

Os circuitos podem ser definidos como padrão ou não padrão, sendo o padrão com curvas pela esquerda e o não padrão com curvas para a direita. O padrão definido pela esquerda se dá pelo fato de que a maior parte dos pequenos aviões possuem o assento do piloto do lado esquerdo (ou o Piloto em comando senta no assento da esquerda), e assim o piloto possui melhor visibilidade pela janela esquerda. Os circuitos com curva pela direita normalmente são utilizados em aeroportos com pistas paralelas, abatimento de ruído ou por características do solo (terreno, torres, etc.). No Brasil, os aeroportos que não possuírem um circuito padrão terão uma carta de aproximação visual (VAC) publicada. Caso não seja indicado, todos os circuitos de aeroportos não controlados serão pela esquerda.
Pelo fato de a pista ativa ser escolhida considerando o vento no ângulo mais próximo (com decolagens e pousos contra o vento), a orientação do circuito também depende da direção do vento. Os circuitos são normalmente retangulares e cada etapa ("perna") do circuito possui um nome em particular:
- Perna contra o vento: trajetória de voo paralela à pista em uso, no sentido do pouso.
- Perna de través: trajetória de voo perpendicular à pista em uso, compreendida entre a perna contra o vento e perna do vento.
- Perna do vento: trajetória de voo paralela à pista em uso, no sentido contrário ao do pouso.
- Perna base: trajetória de voo perpendicular à pista em uso, compreendida entre a perna do vento e a reta final.
- Reta final: trajetória de voo no sentido do pouso e no prolongamento do eixo da pista compreendida entre a perna base e a cabeceira da pista em uso.

Os nomes das pernas são lógicos e baseados no vento relativo, pensando que a aeronave sempre procura pousar e decolar contra o vento.
Enquanto que muitos aeródromos operam em um circuito de tráfego padrão, em outros casos este pode ser modificado de acordo com a necessidade. Por exemplo, os aeródromos militares normalmente dispensam as pernas de través de base, mas voam em arcos circulares que se unem às pernas contra o vento e perna do vento.

## Procedimentos
Espera-se que as aeronaves entrem e saiam utilizando o circuito já em uso. Algumas vezes esta será por decisão do piloto, por outras, será instruído pelo controle de tráfego aéreo (ATC).
Existem algumas regras em alguns locais sobre como entrar no circuito. 
- No Brasil, normalmente as aeronaves entram no circuito em um ângulo de 45° em relação à perna do vento, entretanto, isto não está definido em regulamento.
- Na Europa, as aeronaves também entram no circuito em um ângulo de 45° em relação à perna do vento, no início desta.

Existe também um procedimento conhecido como "órbita", onde uma aeronave voa um círculo completo (360°) no sentido horário ou anti-horário. Isto normalmente é utilizado para permitir uma maior separação com o tráfego à frente no circuito, podendo ser resultado de uma instrução do ATC. Se ocorrer por iniciativa do piloto, irá reportar na frequência apropriada, por exemplo "(matrícula ou número de voo) está executando uma órbita (ou três-meia-zero) pela esquerda, irá reportar quando retornando ao circuito".
Para praticar as decolagens e pousos, um piloto normalmente voa vários circuitos, um após o outro na mesma pista. Uma vez que toque na pista, dependendo da pista remanescente, aeronave, capacidade do piloto, procedimentos de abatimento de ruído e autorização do ATC, o piloto ou irá executar um pouso completo, um toque e arremetida.

### Altitudes

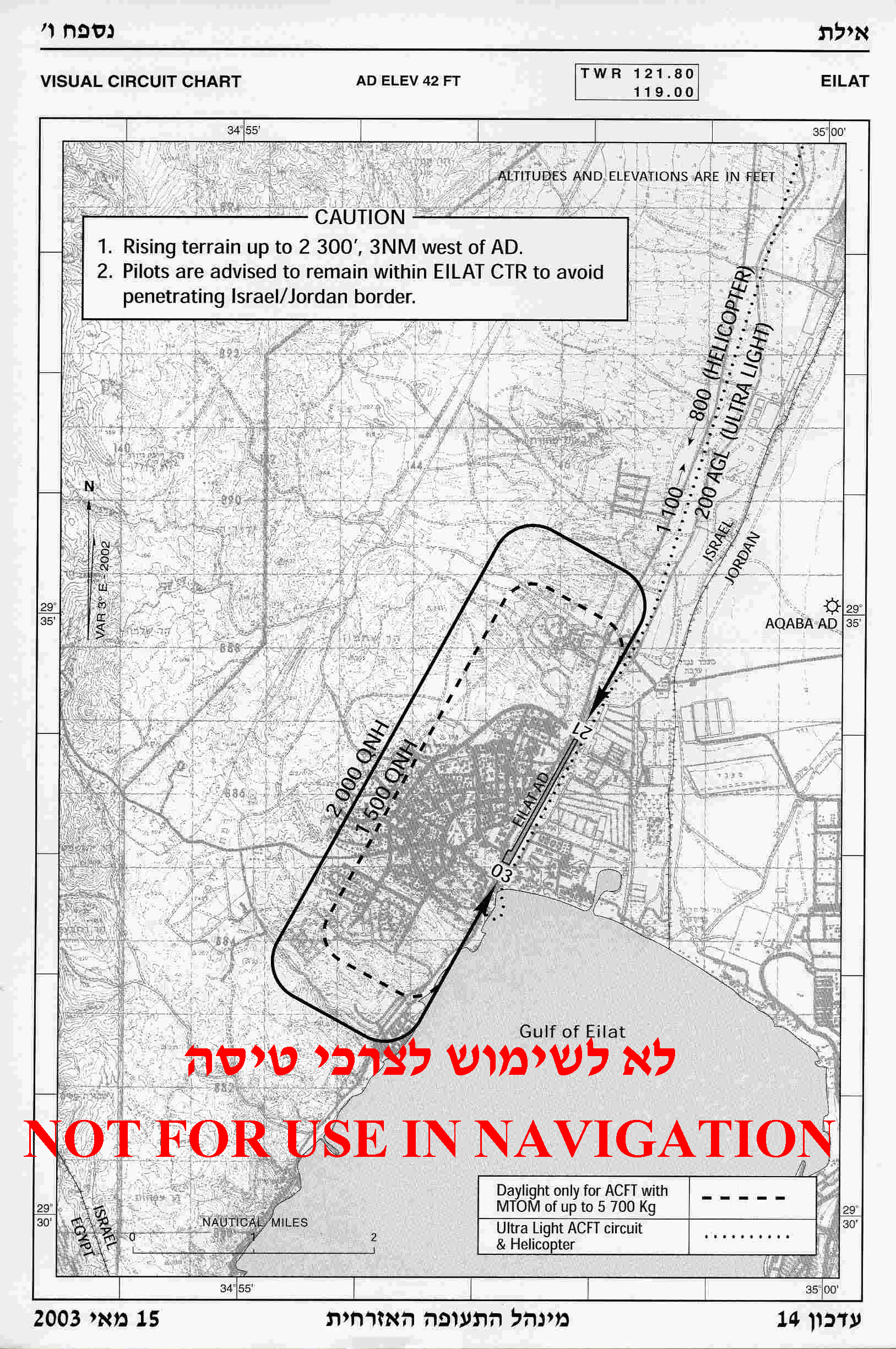
Circuito de tráfego do Aeroporto de Eilat (Israel). Note as diferentes altitudes do circuito para aeronaves pesadas e ultraleves/helicópteros

Para cada aeródromo são publicadas alturas do circuito, que são na prática, os níveis acima dos quais os pilotos devem manter (normalmente separados entre aeronaves de asa fixa - e estas em aeronaves a reação ou a hélice - e rotativa) para voar enquanto estiverem no circuito. A menos que especificado de outra forma, o padrão é de 1.000 pés para aeronaves a hélice e a uma altura de 1500 pés para todas as aeronaves a jato e as turboélices com categoria de esteira de turbulência média ou pesada, sobre a elevação do aeródromo. Helicópteros normalmente voam o circuito a 500 ft AGL. Deve-se ter um cuidado extremo por parte dos pilotos enquanto voando nestas altitudes para evitar colisões com outros tráfegos.

### Helicópteros
Os pilotos de helicóptero também preferem pousar contra o vento e normalmente tem de seguir também o circuito de tráfego. Muitos aeródromos possuem um circuito específico para helicópteros devido a sua baixa velocidade. Este circuito normalmente é uma cópia do circuito para aeronaves de asa fixa, mas com uma altura um pouco menor; normalmente, a 500 pés acima do solo. Entretanto, devido à manobrabilidade única deste tipo de aeronave, os pilotos normalmente escolhem por não entrar no circuito, fazendo uma aproximação direta ao heliponto ou pátio onde desejam pousar.

## Circuitos contra-rotativos
Em casos onde duas ou mais pistas paralelas operem simultaneamente, a aeronave operando nas pistas "externas" devem fazer o circuito em uma direção que não conflite com as outras pistas. Desta forma, uma pista deve estar operando com circuito padrão e a outra com circuito não padrão. Isto permite que as aeronaves mantenham separação máxima durante o circuito, entretanto é importante que a aeronave não passe da linha central da pista quando aproximando-se da reta final, evitando possíveis colisões. Se três ou mais pistas paralelas existem, como é o caso do Aeroporto de Bankstown na Austrália, a pista central pode, por razões óbvias, ser apenas utilizada em aproximações diretas ou quando uma aeronave entra no circuito com uma perna base bem longa.

## Outros circuitos
Se uma aeronave que vem para pouso precisa ser atrasada, o controle de tráfego aéreo (ATC) pode decidir colocá-lo em um circuito de espera até que o aeroporto está preparado para seu pouso. Aeronaves comerciais em espera normalmente voam lentamente em circuitos ovais (na forma de um hipódromo) que se difere consideravelmente do circuito de tráfego que será iniciado uma vez que seja dada a aprovação para o pouso. Apesar de a aeronave em uma espera poder similarmente circular próximo ao aeroporto, o ATC também pode designar uma área distante para que circule.